# Quebrada de Chiza
Quebrada de Chiza är ett periodiskt vattendrag i Chile.   Det ligger i regionen Región de Tarapacá, i den norra delen av landet, 1 600 km norr om huvudstaden Santiago de Chile.
Trakten runt Quebrada de Chiza är ofruktbar med lite eller ingen växtlighet. Trakten runt Quebrada de Chiza är nära nog obefolkad, med mindre än två invånare per kvadratkilometer.